# Serra de Degollats
La Serra de Degollats és una masia de Santa Maria de Merlès (Berguedà) declarada bé cultural d'interès nacional.

## Descripció
Masia de planta quadrada i coberta a quatre vessants, amb els careners paral·lels a la façana, orientada a migdia. Masia fortificada de base medieval, amb uns carreus quadrats i ben treballats, col·locats a trencajunts. Les massisses proporcions de la casa s'accentuen per la disposició de les dependències annexes i els murs que l'envolten. El portal és d'arc de mig punt adovellat i les finestres tenen llindes massisses de pedra. A les quatre cantonades, a l'alçada de les golfes des d'on s'accedeix, hi ha una torrassa de pedra amb un petit forat per on es disparava el fusell; la base de les torres és cònica, marcant diverses argolles fins a acabar en una forma arrodonida.

## Història
Les notícies sobre el lloc de "Degollats" es remunten a l'alta edat mitjana. La Serra de Degollats era un alou de la parròquia de Sant Martí de Merlès pertanyent al castell de Merlès que, al segle xi, concretament l'any 1095, fou donat al Monestir de Sant Pere de la Portella. Situada en un lloc estratègic, fou centre d'enfrontament durant la guerra de Successió: les tropes castellanes, encapçalades per Bracamonte, ocuparen la Serra de Degollats després de saquejar el Lluçanès. L'any 1670 la casa s'amplià sobre la construcció medieval.